# Phạm Thị Hồng Lệ
Phạm Thị Hồng Lệ (* 1. Februar 1998) ist eine vietnamesische Leichtathletin, die sich auf den Langstreckenlauf spezialisiert hat.

## Sportliche Laufbahn
Erste internationale Erfahrungen sammelte Phạm Thị Hồng Lệ im Jahr 2017, als sie bei den Südostasienspielen in Kuala Lumpur in 37:06,64 min die Bronzemedaille im 10.000-Meter-Lauf hinter der Indonesierin Triyaningsih und ihrer Landsfrau Phạm Thị Huệ gewann. Im Jahr darauf siegte sie in 3:08:39 h beim Ho-Chi-Minh-Marathon sowie in 3:04:04 h beim Danang-Marathon. 2019 gewann sie bei den Südostasienspielen in Capas in 36:32,24 min die Silbermedaille hinter ihrer Landsfrau Phạm Thị Huệ und im Marathonlauf sicherte sie sich in 3:02:52 h die Bronzemedaille hinter den Philippinerinnen Christine Hallasgo und Mary Joy Tabal. Zudem siegte sie im selben Jahr bei der Marathons in Quy Nhơn und Hanoi. 2020 entschied sie drei Marathons in Vietnam für sich und 2022 siegte sie in 35:56,38 min über 10.000 Meter bei den Südostasienspielen in Hanoi und gewann dort in 16:45,05 min auch die Silbermedaille im 5000-Meter-Lauf hinter ihrer Landsfrau Nguyễn Thị Oanh. Zuvor siegte sie im März in 1:22:47 h beim Tien Phong-Halbmarathon sowie in 2:55:28 h beim Hanoi-Marathon. Im Jahr darauf musste sie sich bei den Südostasienspielen in Phnom Penh über 5000 und 10.000 Meter jeweils ihrer Landsfrau Nguyễn Thị Oanh geschlagen geben. Anschließend belegte sie bei den Asienmeisterschaften in Bangkok in 17:00,10 min den zehnten Platz über 5000 Meter und gelangte mit 35:38,19 min auf Rang sechs über 10.000 Meter.
2021 wurde Phạm vietnamesische Meisterin im 10.000-Meter-Lauf.

## Persönliche Bestleistungen
- 5000 Meter: 16:35,50 min, 10. Dezember 2021 in Hanoi
- 10.000 Meter: 33:58,20 min, 17. Dezember 2022 in Hanoi
- Halbmarathon: 1:22:47 h, 27. März 2022 in Tien Phong
- Marathon: 2:52:14 h, 9. Juni 2019 in Quy Nhơn